# Bahnstrecke Köln-Mülheim–Lindlar
| |                                                             |                                                 |                                                 |
| Streckennummer (DB): | 2663 (Köln-Mülheim–Bergisch Gladbach) 2682 (Gronau–Lindlar) |                                                 |                                                 |
| Kursbuchstrecke (DB): | 450.11                                                      |                                                 |                                                 |
| Kursbuchstrecke: | 240d (1946)                                                 |                                                 |                                                 |
| Streckenlänge: | 44,7 km                                                     |                                                 |                                                 |
| Spurweite: | 1435 mm (Normalspur)                                        |                                                 |                                                 |
| Streckenklasse: | D4                                                          |                                                 |                                                 |
| Stromsystem: | K-Mülheim–Berg. Gladbach: 15 kV 16,7 Hz ~                   |                                                 |                                                 |
| Streckengeschwindigkeit: | 120 km/h                                                    |                                                 |                                                 |
| Zugbeeinflussung: | PZB 90                                                      |                                                 |                                                 |
| Zweigleisigkeit: | Köln-Mülheim–Köln-Dellbrück                                 |                                                 |                                                 |
| |                                                             |                                                 |                                                 |
| \| \| \| Hauptstrecke von Köln-Deutz \| \| \| \| \| Umgehungsstrecke von Köln-Deutz \| \| \| \| \| Güterstrecke von Troisdorf \| \| \| \| 0,0 \| Köln-Mülheim \| Köln-Mülheim \| \| \| \| Strecke nach Düsseldorf, Strecke nach Wuppertal \| \| \| \| 1,9 \| Höhenhaus (Abzw) \| Höhenhaus (Abzw) \| \| \| \| Güterstrecke nach Düsseldorf \| \| \| \| 3,2 \| Köln-Holweide \| Köln-Holweide \| \| \| 5,7 \| Köln-Dellbrück \| Köln-Dellbrück \| \| \| 7,7 \| Duckterath \| Duckterath \| \| \| 8,3 \| Gronau (Abzw, 1912–1960) \| Gronau (Abzw, 1912–1960) \| \| \| \| (westliche Kurve 1912–1960) \| \| \| \| 9,5 \| Bergisch Gladbach (PV bis 1912 bzw. seit 1950, \| Bergisch Gladbach (PV bis 1912 bzw. seit 1950, \| \| \| \| bis 1968/69 Bergisch Gladbach Stadtmitte) \| \| \| \| 10,8 \| Bergisch Gladbach (alt) (1912–1965) \| Bergisch Gladbach (alt) (1912–1965) \| \| \| 11,8 \| Bensberg Stadt (Anst) \| Bensberg Stadt (Anst) \| \| \| \| zum BGE Logistikzentrum (Zinkhütte)[1] \| \| \| \| \| Stadtbahnlinie 1 Köln–Bensberg \| \| \| \| 13,8 \| bis hier Gleise teilweise erhalten \| bis hier Gleise teilweise erhalten \| \| \| 14,1 \| Bensberg \| Bensberg \| \| \| \| Munitionsbahn Königsforst \| \| \| \| 17,6 \| Forsbach \| Forsbach \| \| \| \| Aggertalbahn von Köln-Kalk \| \| \| \| 23,1 \| Rösrath \| Rösrath \| \| \| 24,7 \| Hoffnungsthal \| Hoffnungsthal \| \| \| \| Aggertalbahn nach Overath \| \| \| \| 25,2 \| Hoffnungsthal (bis 1910) \| Hoffnungsthal (bis 1910) \| \| \| 26,9 \| Lehmbach \| Lehmbach \| \| \| 29,5 \| Unter Eschbach \| Unter Eschbach \| \| \| 31,0 \| Immekeppel \| Immekeppel \| \| \| 33,5 \| Obersteeg \| Obersteeg \| \| \| 37,0 \| Georghausen \| Georghausen \| \| \| 38,7 \| Hommerich \| Hommerich \| \| \| 42,1 \| Linde (Bz Köln) \| Linde (Bz Köln) \| \| \| 46,6 \| Lindlar \| Lindlar \| \| \| \| \| \| \| Quellen: [2][3] \| \| \| \| |                                                             |                                                 |                                                 |
| Strecke |                                                             | Hauptstrecke von Köln-Deutz                     | Hauptstrecke von Köln-Deutz                     |
| Abzweig geradeaus und von links |                                                             | Umgehungsstrecke von Köln-Deutz                 | Umgehungsstrecke von Köln-Deutz                 |
| Strecke von rechts · Strecke |                                                             | Güterstrecke von Troisdorf                      | Güterstrecke von Troisdorf                      |
| Dienststation / Betriebs- oder Güterbahnhof · Bahnhof mit S-Bahn-Halt | 0,0                                                         | Köln-Mülheim                                    | Köln-Mülheim                                    |
| Abzweig geradeaus und nach links · Abzweig geradeaus, nach links und von rechts |                                                             | Strecke nach Düsseldorf, Strecke nach Wuppertal | Strecke nach Düsseldorf, Strecke nach Wuppertal |
| Strecke · Blockstelle | 1,9                                                         | Höhenhaus (Abzw)                                | Höhenhaus (Abzw)                                |
| Strecke nach links · Kreuzung geradeaus oben |                                                             | Güterstrecke nach Düsseldorf                    | Güterstrecke nach Düsseldorf                    |
| S-Bahn-Halt | 3,2                                                         | Köln-Holweide                                   | Köln-Holweide                                   |
| S-Bahnhof | 5,7                                                         | Köln-Dellbrück                                  | Köln-Dellbrück                                  |
| S-Bahn-Halt | 7,7                                                         | Duckterath                                      | Duckterath                                      |
| ehemalige Blockstelle | 8,3                                                         | Gronau (Abzw, 1912–1960)                        | Gronau (Abzw, 1912–1960)                        |
| Strecke von links (außer Betrieb) · Abzweig geradeaus, ehemals nach rechts und ehemals von rechts |                                                             | (westliche Kurve 1912–1960)                     | (westliche Kurve 1912–1960)                     |
| Strecke (außer Betrieb) · S-Kopfbahnhof Streckenende | 9,5                                                         | Bergisch Gladbach (PV bis 1912 bzw. seit 1950,  | Bergisch Gladbach (PV bis 1912 bzw. seit 1950,  |
| Verschwenkung nach links (Strecke außer Betrieb) |                                                             | bis 1968/69 Bergisch Gladbach Stadtmitte)       | bis 1968/69 Bergisch Gladbach Stadtmitte)       |
| Bahnhof (Strecke außer Betrieb) | 10,8                                                        | Bergisch Gladbach (alt) (1912–1965)             | Bergisch Gladbach (alt) (1912–1965)             |
| Blockstelle (Strecke außer Betrieb) | 11,8                                                        | Bensberg Stadt (Anst)                           | Bensberg Stadt (Anst)                           |
| Abzweig geradeaus und nach links (Strecke außer Betrieb) |                                                             | zum BGE Logistikzentrum (Zinkhütte)             | zum BGE Logistikzentrum (Zinkhütte)             |
| Kreuzung mit U-Bahn geradeaus oben (Strecke geradeaus außer Betrieb) |                                                             | Stadtbahnlinie 1 Köln–Bensberg                  | Stadtbahnlinie 1 Köln–Bensberg                  |
| Kilometer-Wechsel (Strecke außer Betrieb) | 13,8                                                        | bis hier Gleise teilweise erhalten              | bis hier Gleise teilweise erhalten              |
| Bahnhof (Strecke außer Betrieb) | 14,1                                                        | Bensberg                                        | Bensberg                                        |
| Abzweig geradeaus und nach rechts (Strecke außer Betrieb) |                                                             | Munitionsbahn Königsforst                       | Munitionsbahn Königsforst                       |
| Bahnhof (Strecke außer Betrieb) | 17,6                                                        | Forsbach                                        | Forsbach                                        |
| Abzweig ehemals geradeaus und von rechts |                                                             | Aggertalbahn von Köln-Kalk                      | Aggertalbahn von Köln-Kalk                      |
| Bahnhof | 23,1                                                        | Rösrath                                         | Rösrath                                         |
| Bahnhof | 24,7                                                        | Hoffnungsthal                                   | Hoffnungsthal                                   |
| Abzweig ehemals geradeaus und nach rechts |                                                             | Aggertalbahn nach Overath                       | Aggertalbahn nach Overath                       |
| Bahnhof (Strecke außer Betrieb) | 25,2                                                        | Hoffnungsthal (bis 1910)                        | Hoffnungsthal (bis 1910)                        |
| Haltepunkt / Haltestelle (Strecke außer Betrieb) | 26,9                                                        | Lehmbach                                        | Lehmbach                                        |
| Bahnhof (Strecke außer Betrieb) | 29,5                                                        | Unter Eschbach                                  | Unter Eschbach                                  |
| Bahnhof (Strecke außer Betrieb) | 31,0                                                        | Immekeppel                                      | Immekeppel                                      |
| Bahnhof (Strecke außer Betrieb) | 33,5                                                        | Obersteeg                                       | Obersteeg                                       |
| Haltepunkt / Haltestelle (Strecke außer Betrieb) | 37,0                                                        | Georghausen                                     | Georghausen                                     |
| Bahnhof (Strecke außer Betrieb) | 38,7                                                        | Hommerich                                       | Hommerich                                       |
| Bahnhof (Strecke außer Betrieb) | 42,1                                                        | Linde (Bz Köln)                                 | Linde (Bz Köln)                                 |
| Kopfbahnhof Streckenende (Strecke außer Betrieb) | 46,6                                                        | Lindlar                                         | Lindlar                                         |
| |                                                             |                                                 |                                                 |
| Quellen: |                                                             |                                                 |                                                 |

Die Bahnstrecke Köln-Mülheim–Lindlar, im Volksmund früher auch Sülztalbahn genannt, ist eine ehemals 45 km lange Eisenbahnstrecke von Köln-Mülheim über Bergisch Gladbach, Bensberg, Rösrath, Hoffnungsthal und Immekeppel nach Lindlar.
Der erste Bauabschnitt von Mülheim am Rhein bis Bergisch Gladbach wurde am 15. Dezember 1868 in Betrieb genommen, der Endpunkt Lindlar wurde am 16. Dezember 1912 erreicht. Der Personenverkehr über Bergisch Gladbach hinaus wurde am 29. September 1965 eingestellt, der Güterverkehr am 22. Mai 1966.
Die Strecke zwischen Bergisch Gladbach und Köln-Mülheim wurde am 1. Juni 1975 elektrifiziert, dort verkehrt heute die S-Bahn-Linie S 11 zum Bahnhof Düsseldorf Flughafen Terminal. Ein nicht elektrifizierter Gleisanschluss zum Gewerbegebiet Zinkhütte bestand 2013 noch für den Güterverkehr. Der Abschnitt zwischen Rösrath und Hoffnungsthal ist heute Teil der Bahnstrecke Köln-Kalk–Overath.
Die Trasse ist streckenweise noch erhalten oder erkennbar und wurde teilweise zum Radweg umgebaut (siehe Liste von Fahrradwegen auf stillgelegten Bahntrassen). Ebenfalls bestehen noch mehrere Brückenbauwerke.
Entstehungszeit und -umstände der Bezeichnungen Sülztalbahn oder auch Sülztal-Express sind unklar, doch ist die Bahnstrecke, die ehemals für die Bewohner der von ihr erreichten Ortschaften von Bedeutung war, unter diesem Namen bis heute populär.

## Geschichte

### Abschnitt Köln-Mülheim – Bensberg
Erste Planungen gingen 1863 davon aus, eine Strecke von Mülheim am Rhein nach Bergisch Gladbach und weiter nach Wipperfürth zu bauen. Jedoch wurde bis zum 1. Dezember 1868 nur das Teilstück bis Bergisch Gladbach realisiert. Gebaut und betrieben wurde die Strecke von der Bergisch-Märkischen Eisenbahngesellschaft (BME). Der Bahnhof der BME in Mülheim mit der Strecke nach Elberfeld und der nach Bergisch Gladbach lag wie der Bahnhof der Köln-Mindener Eisenbahn-Gesellschaft (CME, Strecke nach Duisburg) unweit des heutigen Wiener Platzes. 1880 (CME) bzw. 1882 (BME) wurden die beiden privaten Bahngesellschaften verstaatlicht. 1909 wurde für alle Bahnstrecken ein neuer gemeinsamer Bahnhof am heutigen Standort eröffnet, der Bahnhof Köln-Mülheim.
Im Jahre 1870 wurde die Strecke nach Bensberg weitergebaut. Es handelte sich bei diesem Abschnitt um eine zweigleisige Eisenbahnstrecke. Züge über Bergisch Gladbach hinaus mussten im Bahnhof Bergisch Gladbach zunächst die Fahrtrichtung wechseln.
Im Jahr 1912 wurde eine Verbindungskurve vor dem Kopfbahnhof Bergisch Gladbach angelegt. Zudem wurde in Gronau ein zweiter Bahnhof als reiner Personenbahnhof errichtet, nun ein Durchgangsbahnhof. Personenzüge verkehrten seither von Mülheim aus direkt über die neue Kurve zum neuen Bahnhof und weiter Richtung Bensberg. Der Kopfbahnhof in der Stadtmitte, wo auch mehrere Gleisanschlüsse in umliegende Fabriken bestanden, wurde von nun an nur noch von Güterzügen bedient.
Nach der Eröffnung des neuen, umgebauten Kopfbahnhofes, nun Bergisch Gladbach Stadtmitte, im Jahre 1950 fuhren Personenzüge wieder über den heutigen Bahnhof, der nun ein neues Empfangsgebäude besaß. Die Verbindungskurve wurde in der Folge nicht mehr genutzt und schließlich Anfang der 1960er Jahre abgebaut.
Der Kopfbahnhof war somit bis 1912 und ist seit September 1965 der einzige Personenbahnhof in Bergisch Gladbach. Bis 1965 hielten an beiden Bahnhöfen Personenzüge, in Bergisch Gladbach Stadtmitte (alter und heutiger Kopfbahnhof) und Bergisch Gladbach (südlich des Gleisdreiecks in Gronau).
Der Personenzugverkehr zwischen Bergisch Gladbach und Bensberg wurde am 29. September 1965 eingestellt, womit auch die Betriebszeit des südlichen Bahnhofs in Gronau endete. Dessen Empfangsgebäude blieb erhalten und wird seit 1996 von der Fachhochschule der Wirtschaft genutzt.

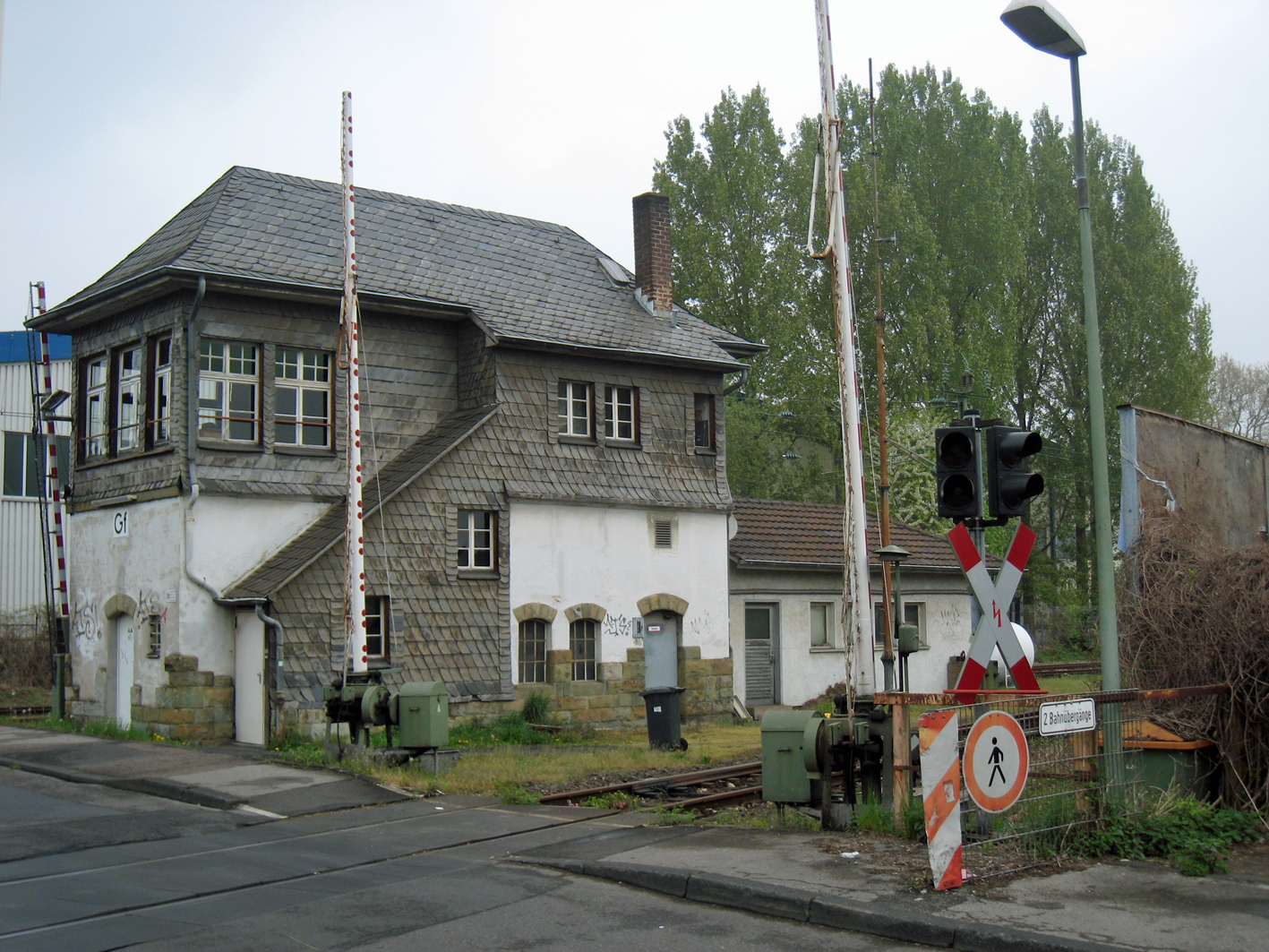
Stellwerk Tannenbergstraße

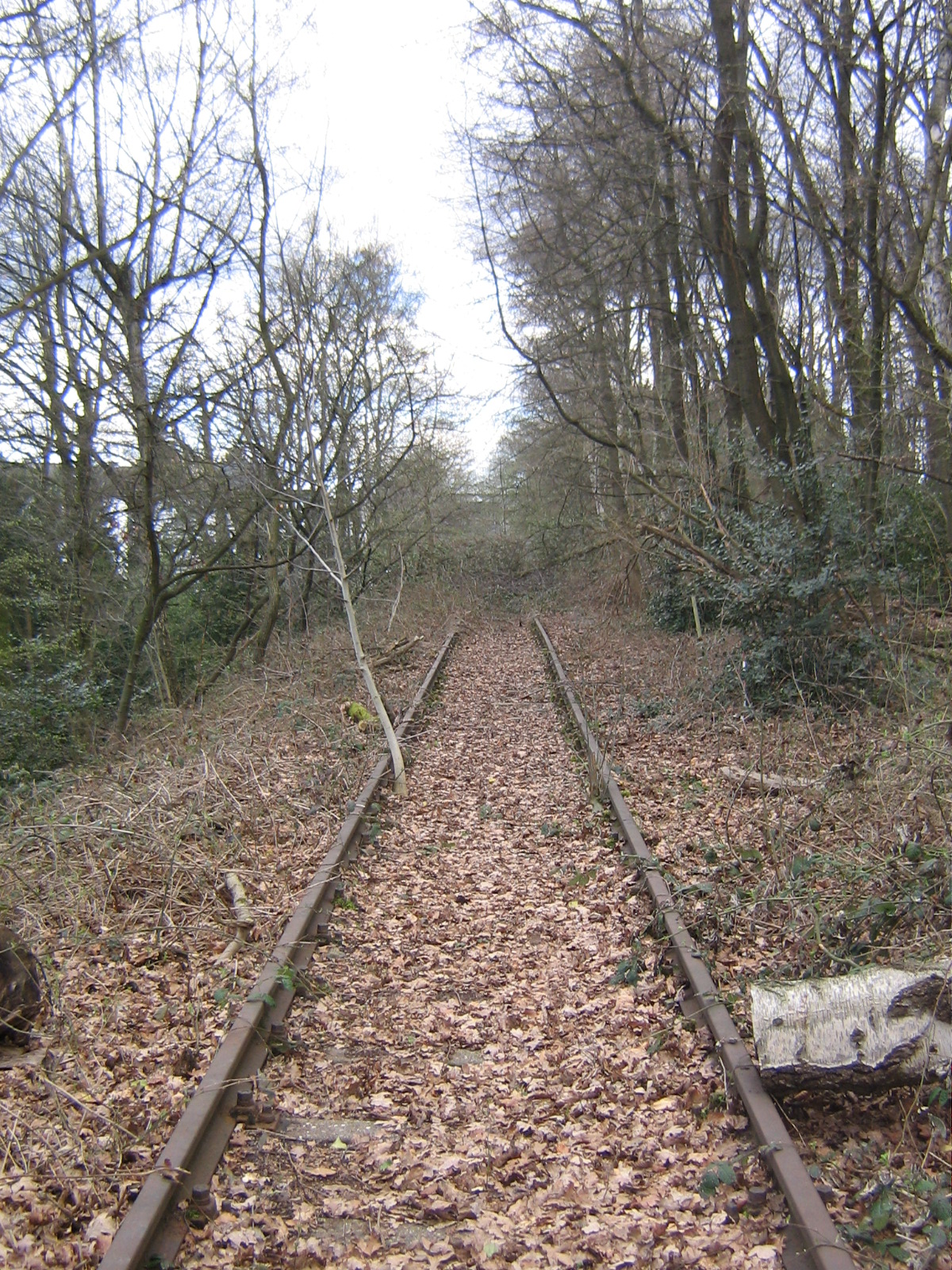
Heutiges Gleisende bei Kilometer 13,8, kurz vor dem ehemaligen Bahnhof Bensberg

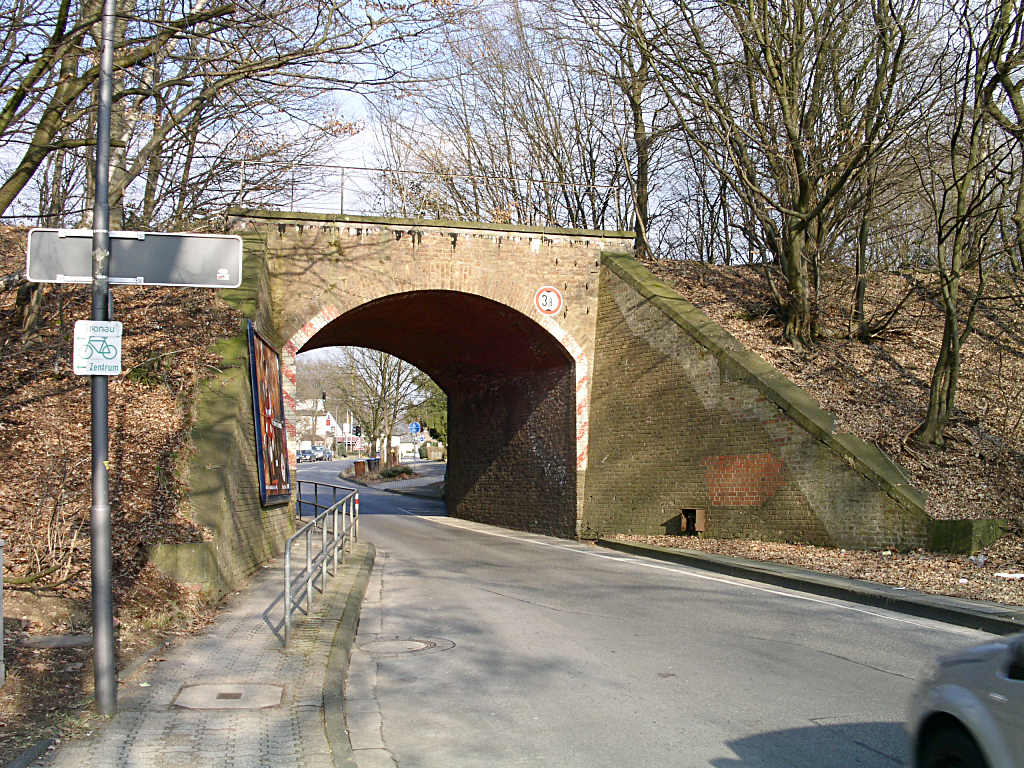
Bahntrasse Bensberg, Saaler Straße

In den Jahren 1974/75 wurde die Sülztalbahn für die S-Bahn-Linie S 11 elektrifiziert, jedoch nicht alle Gleise im Bahnhof Bergisch Gladbach. Zudem wurde zwischen Köln-Mülheim und Köln-Dellbrück das nach dem Krieg entfernte zweite Gleis wieder aufgebaut.
Zwischen Bergisch Gladbach und Bensberg war auf dem ungenutzten Planum des ehemaligen zweiten Gleises ab 1983 die Errichtung einer Spurbus-Schnellverbindung von Bergisch Gladbach nach Bensberg geplant, um die Verkehrsprobleme zu lösen und die Straßen zu entlasten. Ab Bensberg hätte der Spurbus dann als „normaler“ Bus weiterfahren sollen. Die 1986 bereits sehr konkreten Planungen wurden nach Kostensteigerungen von 1,4 Millionen DM im Sommer 1990 wieder eingestellt; die Trasse ist seitdem ungenutzt. Der zuletzt nur noch sporadische Güterverkehr zwischen Bergisch Gladbach und Bensberg wurde bereits kurz zuvor, am 27. Mai 1989, endgültig eingestellt.
Im Jahre 2008 bekam der Gleisanschluss der Papierfabrik Zanders einen neuen beschrankten Bahnübergang am Kreisverkehr neben dem S-Bahnhof („Driescher Kreisel“); das Gleis führt mitten durch den Kreisel, der mit 23 Lichtzeichen, 14 Schrankenanlagen und acht Lautsprechern gesichert ist.
Etwa auf halber Strecke zwischen dem Bahnhof Bergisch Gladbach und Bensberg befindet sich der Gleisanschluss zu den Verlade- und Anschlussgleisen des BGE-Logistikzentrums im Gewerbegebiet Zinkhütte. Die Abzweigweiche wurde 2007 ausgebaut und das Gleis Richtung Zinkhütte durchgelegt; es zählte als Bahnhofsgleis des Bahnhofs Bergisch Gladbach. Das Streckengleis selbst liegt mit Unterbrechungen noch bis Bensberg unmittelbar bis vor die Kölner Straße.
Die Strecke zum Gewerbegebiet Zinkhütte wurde 1999 mit staatlicher Förderung neu aufgebaut und von der Bergisch-Gladbacher Eisenbahn Güterverkehr GmbH (BGE) betrieben; Anteilseigner waren die Stadt Bergisch Gladbach, die Papierfabrik Zanders GmbH, die Spedition P&O und die Häfen und Güterverkehr Köln AG (HGK). Bis zum 20. Dezember 2012 fanden wöchentlich Fahrten zum Containerterminal des BGE-Logistikzentrums statt. Seitdem rollten aufgrund der nur noch geringen Gütermengen des einzigen Nutzers, der Papierfabrik Zanders, keine Güterzüge mehr zum Containerterminal. Auch die Anlieferung von Zellulose mit Ganzzügen direkt ins Werk ist seitdem eingestellt. Lediglich die Kohle für das werkseigene Kraftwerk kam noch unregelmäßig mit Ganzzügen (Selbstentladewagen) in geringen Mengen mit dem Zug ins Gladbacher Werk. Gefahren wurden die Züge von DB Cargo Deutschland mit einer Diesellok der Baureihe 290/291.
Die BGE, aus der sich bis auf die Papierfabrik Zanders GmbH alle Anteilseigner zurückgezogen hatten, verkaufte das Gleis schließlich an den Lebensmittelhersteller Krüger & Co. KG, der an dem Gleisanschluss kein Interesse hat und das Gelände anders bebauen möchte. Ende Februar 2017 wurden daher die gesamten Gleisanlagen des Anschlussgleises abgebaut.
Die Stilllegung des zuletzt als Bahnhofsgleis 19 geführten Gleises wurde am 5. Juni 2025 vom Eisenbahn-Bundesamt genehmigt.

#### Stellwerk Tannenbergstraße
Das Stellwerk Tannenbergstraße in Bergisch Gladbach steht zwischen den beiden Streckenästen an der Einfahrt des Bahnhofs. Es ist nach wie vor mit seiner ursprünglichen Technik von 1911 in Betrieb. Am 1. April 2014 wurde es unter Nr. 172 in die Liste der Baudenkmäler in Bergisch Gladbach eingetragen.

### Abschnitt Bensberg – Immekeppel
Erste Versuche, eine Eisenbahn durch das Sülztal zu errichten, waren 1873 zunächst gescheitert, das zuständige Ministerium lehnte den Streckenneubau ab. 1883 gab es erneut Planungen, eine schmalspurige (meterspurige) Bahn von Kalk über Rath, Rösrath und Volberg nach Immekeppel zu bauen. Das Projekt scheiterte letztendlich daran, dass die Finanzierung der geschätzten 830.000 Mark vom Ministerium der öffentlichen Arbeiten in Berlin abgelehnt wurde.
Vor allem die Firma Gebrüder Reusch in Hoffnungsthal, die damals Spezialbleche herstellte, und die Gesellschaft des Altenbergs, die u. a. auf dem Lüderich bei Hoffnungsthal ein Erzbergwerk betrieb, waren stark an einer Anbindung an das Eisenbahnnetz interessiert.
Die Strecke von Bensberg über Forsbach und Rösrath bis Hoffnungsthal wurde 1890 eröffnet. Die Freigabe der Strecke von Hoffnungsthal nach Immekeppel erfolgte 1891. Es handelte sich um eine eingleisige Eisenbahnstrecke.
1937 wurde ein geheimer Gleisabzweig hinter dem Bahnhof Bensberg geplant. Güterzüge sollten Munition zum Fliegerhorst Ostheim transportieren. Fertig gestellt wurde ein ca. drei Kilometer langes Gleis mit einer Umladestation in der Nähe des Rennweges. Noch heute ist die Bahntrasse parallel zur Bundesautobahn 4 gut zu erkennen.

### Abschnitt Immekeppel – Lindlar

Kartenausschnitt 1958 Verlauf der Sülztalbahn, Mittelsteeg bis kurz vor Linde

An einer Weiterführung der Strecke bis nach Lindlar hatten vor allem die in Lindlar ansässigen Steinbruch- und Bergwerksbetriebe sowie die Feilenfabriken Interesse, da die Güter bis dato entweder zum Bahnhof Engelskirchen oder nach Kaiserau an der schmalspurigen Leppetalbahn gebracht werden mussten.
1897 bildete der Rat der Gemeinde Lindlar einen Ausschuss, der sich mit dem Thema Eisenbahn befasste. Man hielt einen Anschluss Lindlars an die 1890 bis nach Immekeppel verlegte Eisenbahn für dringend erforderlich. Alle Bemühungen der Gemeinde, diese Strecke nach Lindlar weiterzuführen, hatten jedoch zunächst keinen Erfolg. Der Minister schlug vor, eine Privatbahn zu errichten. Im Gespräch war auch ein Anschluss Lindlars an die Leppetalbahn.
Erst 1906 wurde eine normalspurige Bahn von Immekeppel nach Lindlar von der Regierung genehmigt, so dass 1909 mit dem Bau begonnen und die Strecke 1912 eröffnet werden konnte. Die Planung sah vier Bahnhöfe vor: Obersteeg, Tüschen, Linde (bei 51° 0'57.37"N , 7°19'27.54"E) und Lindlar (bei 51° 1'26.85"N , 7°22'3.20"E). Erst nach der Genehmigung wurden Einwände laut, etwa forderte die Pfarre Süng (Kapellensüng) die Verlegung des Bahnhofs Lindlar in das Sülztal oder von einer Erzgrube in Dürscheid wurde ein Bahnhof in Klefhaus gefordert. Beides wurde nicht realisiert. Eine Diskussion entbrannte auch über die Namensgebung des Bahnhofs Tüschen. 1911 wurde schließlich der Name „Hommerich“ festgelegt. Die Teilstrecke Immekeppel–Hommerich wurde im Januar 1912 dem Verkehr übergeben, die Strecke von Hommerich nach Lindlar wurde am 9. Dezember 1912 feierlich eröffnet.
Noch vor dem Ersten Weltkrieg war geplant, die Eisenbahnstrecke über Hartegasse, Frielingsdorf und Dohrgaul nach Wipperfürth weiter zu führen. Diese Planung wurde jedoch aufgrund des Ausbruchs des Ersten Weltkrieges nie ausgeführt. 1927 wurde schließlich der Plan der Eisenbahnstrecke Lindlar–Wipperfürth zugunsten der Strecke Bergisch Gladbach–Wipperfürth fallen gelassen, doch auch diese Strecke wurde nie realisiert. Der Bahnhof Lindlar blieb Endbahnhof, der zunehmend an Bedeutung verlor und schließlich zusammen mit der Strecke ab Bahnhof Hoffnungsthal stillgelegt wurde.
Schon Ende der 1950er Jahre gab es erste Stilllegungsgerüchte, die Bahn reagierte auf den Protest der Lindlarer Gemeindeverwaltung gegen die Schließung mit der Einrichtung einer Bahnbuslinie entlang der Strecke. 1960 fuhr der letzte Personenzug, der Güterverkehr zwischen Hoffnungsthal und Lindlar wurde bis 1966 fortgeführt. Im selben Jahr wurde der Streckenabschnitt dann demontiert.
Die Bundesbahn entledigte sich nach dem Abriss der Trasse weiterer Kosten für deren Sicherheit, Unterhalt oder Abriss, indem sie den Gemeinden die Brückenbauwerke schenkte.
Die gesamte Strecke Immekeppel–Lindlar weist für den damaligen Eisenbahnbau, für die Kürze der Linie, eine nicht unbedeutende Steigung auf. Das Teilstück zwischen Linde und Lindlar weist dabei die stärkste Steigung der Sülztalstrecke auf, weshalb hier oft eine zweite Lokomotive bergauf genutzt werden musste.

### Fahrpläne
Der Fahrplan aus dem Jahre 1894 sah folgendes Bedienungsangebot vor:
| Immekeppel ab        | 6:26 | 9:26  | 12:17 | –     | 16:43 | 20:07 |
| Bensberg ab          | 7:18 | 10:15 | 13:13 | 14:35 | 17:35 | 21:12 |
| Bergisch Gladbach ab | 7:33 | 10:29 | 13:28 | 14:50 | 17:50 | 21:32 |
| Deutz an             | 8:06 | 11:00 | 14:00 | 15:21 | 18:22 | 22:12 |

und in Gegenrichtung
| Deutz ab           | 8:30 | 12:20 | 15:26 | 18:09 x | 20:07 | 23:47 x |
| x nur bis Bensberg |      |       |       |         |       |         |

Im Jahre 1910 wurde die Strecke Köln-Kalk–Overath eröffnet. Jetzt gab es von Rösrath aus zwei Fahrtmöglichkeiten nach Köln, einmal über die bisherige Strecke, also über Bensberg, Bergisch Gladbach und Mülheim oder auf direktem Weg über Heumar nach Köln-Kalk.
Nachdem im Jahre 1912 die Sülztalbahn bis Lindlar verlängert worden war, verkehrten die Züge teilweise nur von Lindlar bis Hoffnungsthal. Dort bestand ein Anschluss nach Köln-Deutz über Kalk.
Fahrplanentwurf aus dem Jahre 1912:
| Lindlar ab | 5:36 | 8:16 | 11:49 | 17:20 | 20:26 |

und in Gegenrichtung
| Immekeppel ab | 9:16 | 11:39 | 13:50 | 16:22 | 20:28 |

## Betrieb
Die Strecke von Köln-Mülheim bis Bergisch Gladbach wird werktäglich im 20-Minuten-Takt und am Wochenende im Halbstundentakt von der S-Bahn-Linie S 11 mit modernen Triebzügen der Baureihe 423 befahren. Seit dem so genannten „Kleinen Fahrplanwechsel“ im Juni 2020 enden und beginnen die Züge der MittelrheinBahn (RB 26) baustellenbedingt nicht mehr im Bahnhof Köln Messe/Deutz, sondern fahren von Köln Hbf weiter bis zum Bahnhof Köln-Dellbrück.
Der Abschnitt zwischen Rösrath und Hoffnungsthal ist seit der Stilllegung der Sülztalbahn von Bergisch Gladbach bis Lindlar Teil der Aggertalbahn und wird von der Oberbergischen Bahn (RB 25) befahren.
Die Strecke vom Bahnhof Bergisch Gladbach in Richtung Bensberg ist bis zum Gewerbegebiet Zinkhütte noch erhalten.

## Zustand des stillgelegten Teils

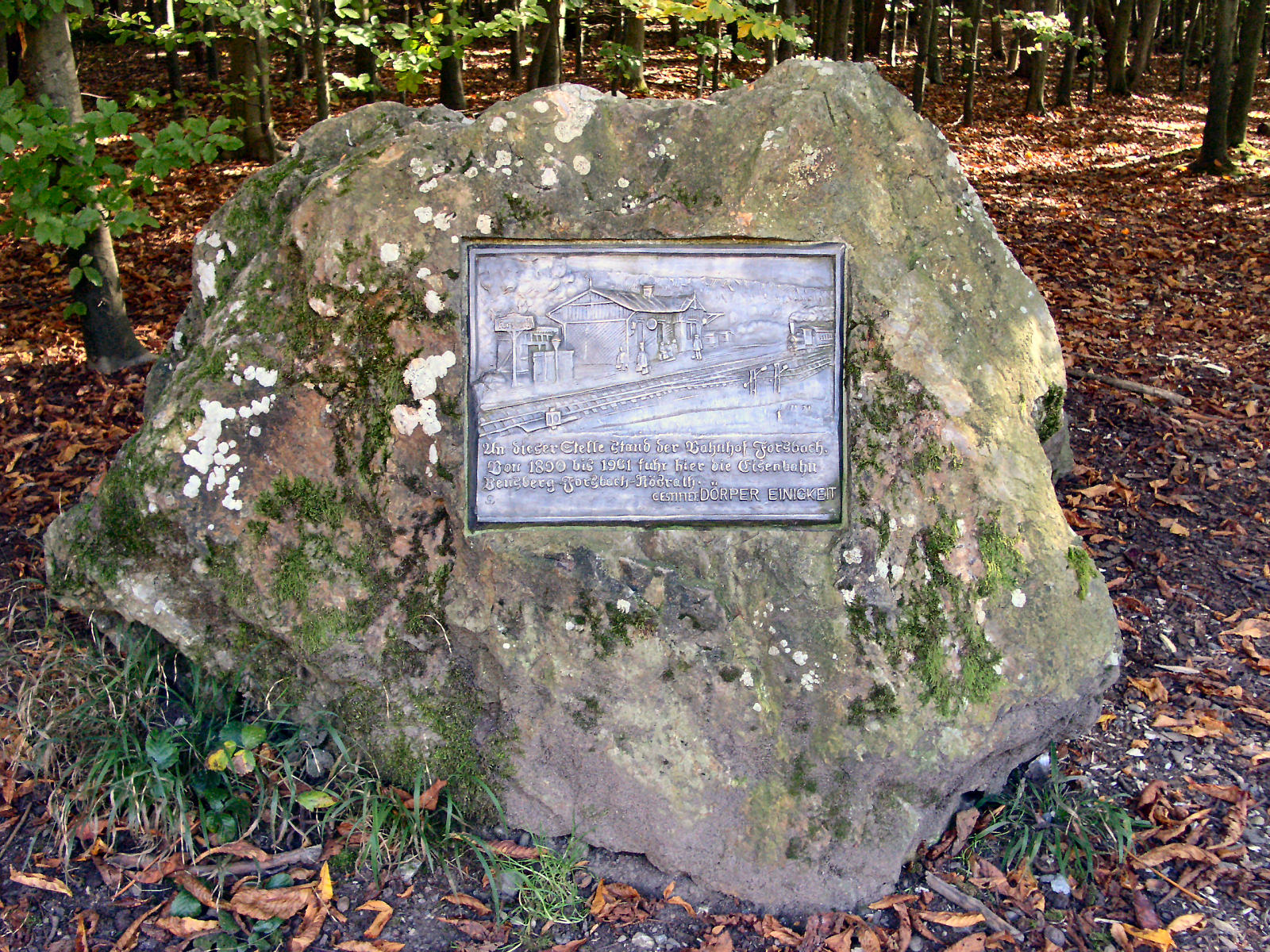
Stein mit Bronzeplakette als Erinnerung an den ehemaligen Bahnhof Forsbach

Der nicht mehr in Betrieb befindliche Teil des Bahndammes zwischen Bergisch Gladbach und Bensberg ist heute verwildert. Die Gleise liegen etwa bis Kilometer 13,8. Das ehemalige Bahnhofsgelände in Bensberg ist kaum noch als solches zu erkennen. Die Fläche wird als Parkplatz und Gewerbegebiet genutzt. Es existiert kein Bahngebäude mehr.
Im darauf folgenden Königsforst verläuft heute größtenteils ein Wanderweg auf dem Bahndamm. Der Bahnhof Forsbach ist nur noch durch einige Reste der Bahnsteige zu erkennen. Dort wurde eine Gedenktafel aufgestellt, die das ehemalige Bahnhofsgebäude zeigt.
Die Trasse verläuft dann weiter als Spazierweg bis Rösrath. Dort mündet sie nach einem kurzen asphaltierten Stück in die Aggertalbahn.
Die Sülztalbahn verlässt die Aggertalbahn dann wieder direkt hinter dem Bahnhof Hoffnungsthal, wo die Trasse bis einschließlich Untereschbach kaum zu erkennen ist. Der ehemals parallel zur Bergischen Landstraße verlaufende Teil hinter Hoffnungsthal ist heute überteert und dient als Fußweg. Der Bahndamm beginnt dann wieder kurz hinter Lehmbach, wo er in einiger Entfernung zur Straße durch ein Waldstück verläuft und stark verwildert ist. Dieses Stück endet in Unterauel, wo der Bahndamm bis Untereschbach abgetragen wurde. In Untereschbach ist ebenfalls nichts mehr von der Sülztalbahn zu erkennen. Das Bahnhofsgebäude musste bereits vor Jahrzehnten dem Autobahnbrückenbau weichen, die Trasse ist überteert.
Erst kurz hinter dem ehemaligen Bahnübergang bei Kilometer 30 beginnt wieder ein erkennbarer Teil, welcher zwischen den heutigen Wohngebieten Am Auelterberg, Zum Sülzufer und Oberauel verläuft. Das dort ansässige Baustoffunternehmen nutzt Schwellen der Sülztalbahn als Grundstücksbegrenzung. Der ehemalige Bahnübergang Schmitzbüchel, kurz vor dem Bahnhof Immekeppel, ist nicht mehr vorhanden. Das anschließende Bahnhofsgelände ist dagegen noch sehr gut zu erkennen. Das Empfangsgebäude ist erhalten und in gutem Zustand, das ehemalige Gleisfeld ist nur teilweise überbaut. Auch hier wurden Schwellen der Sülztalbahn als Zaun verwendet.
Daraufhin folgt der ehemalige Bahnübergang Lindlarer Straße, welcher nicht mehr zu erkennen ist. Da die Trasse in Immekeppel nicht direkt durch den Ort gebaut wurde, sondern durch eine Kurve hinter der Ortschaft verläuft, ist der Bahndamm hier vollständig erhalten. Es finden sich noch einige Kilometersteine sowie das Fundament des Einfahrsignals zum Bahnhof Immekeppel. Der Bahndamm war teilweise verwildert, wurde zuletzt aber weitestgehend freigeschnitten und kann heute als Spazierweg genutzt werden.
Die Brücke über die Straße Haus Thal am Ende des Immekeppeler Bahndamms ist nicht mehr vorhanden. Auf der anderen Seite präsentiert sich der Bahndamm weiterhin in sehr guten Zustand. Bis zum ehemaligen Bahnhof Obersteeg ist die Strecke begehbar. Das Schotterbett ist teilweise ebenso vorhanden wie verschiedene Fundamente und Kilometersteine. Das Bahnhofsgelände Obersteeg besitzt noch fast alle Bahngebäude und wird heute privat genutzt.

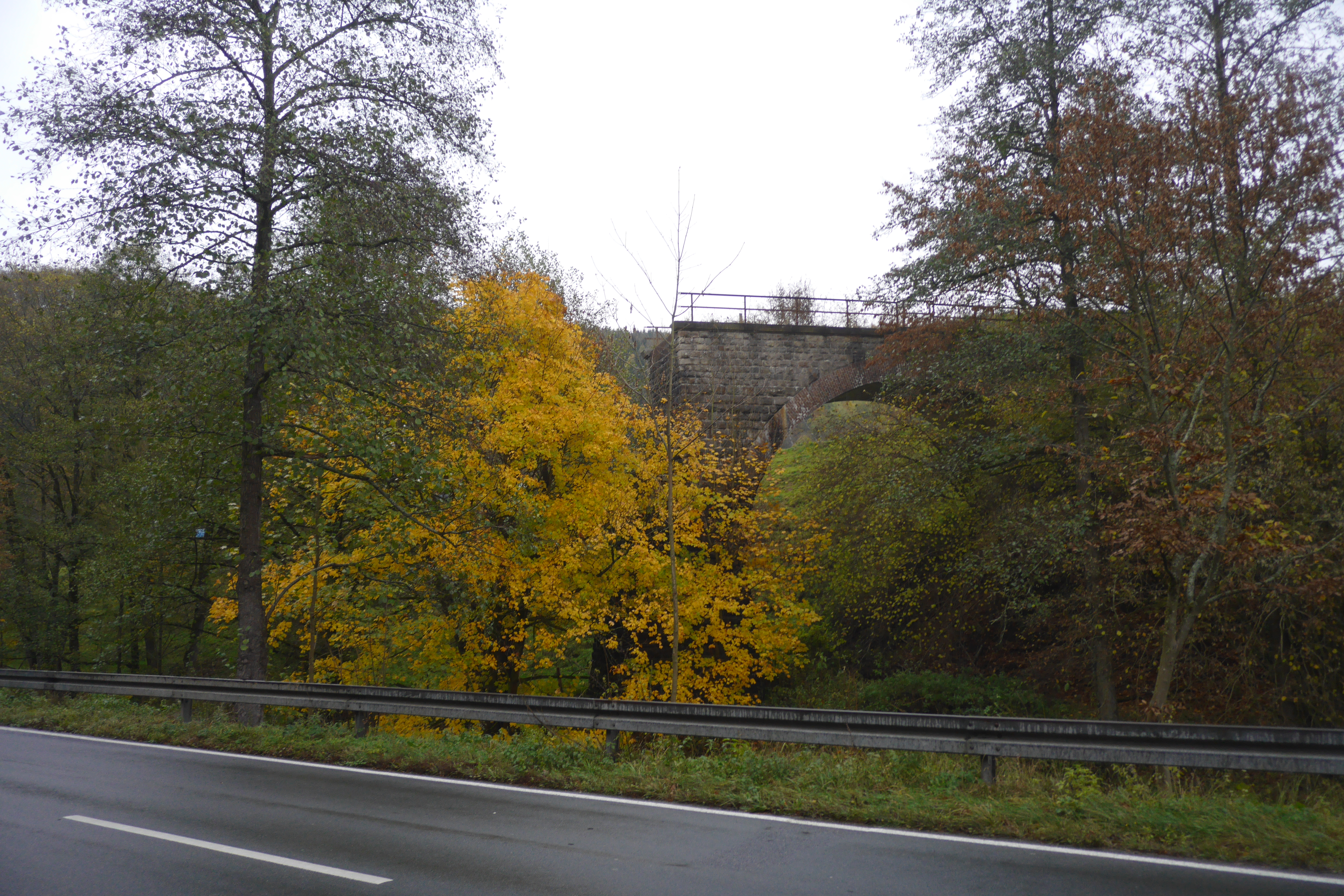
Teilviaduktbei Unterbilstein

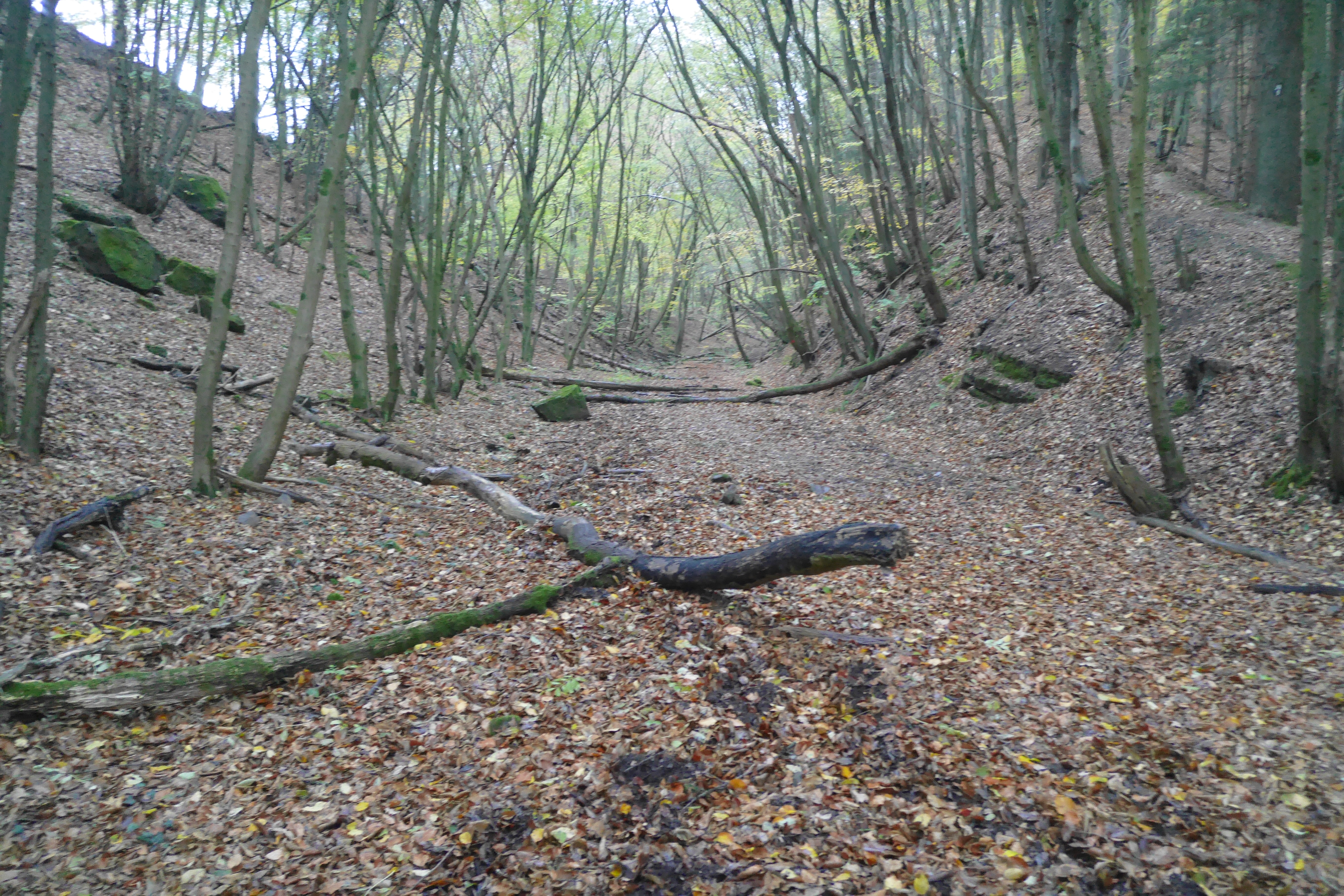
Einschnitt bei Unterbilstein zwischen Viadukt und Brücke

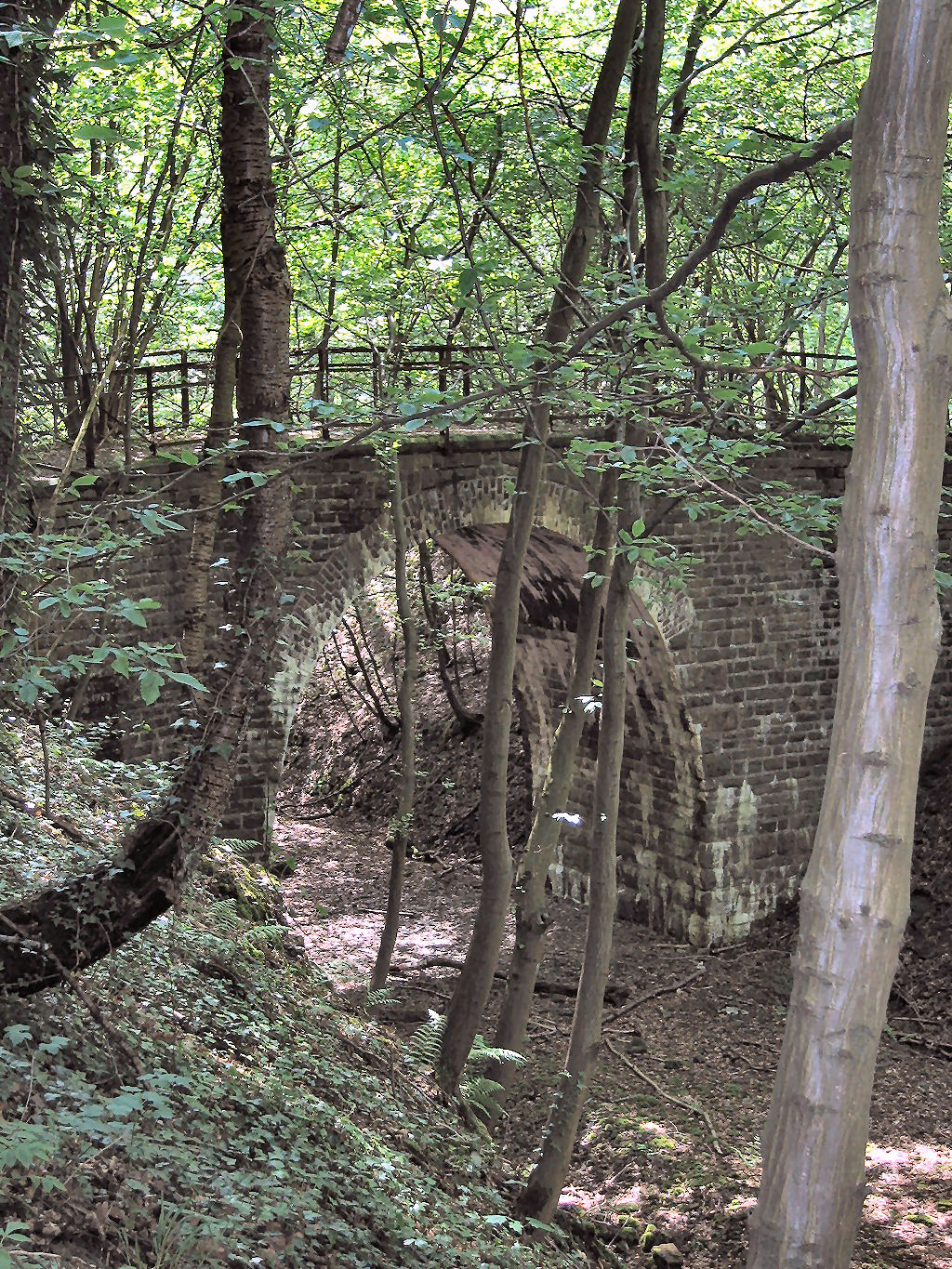
Brücke über die Sülztalbahn bei km 35,2 (Unterbilstein)

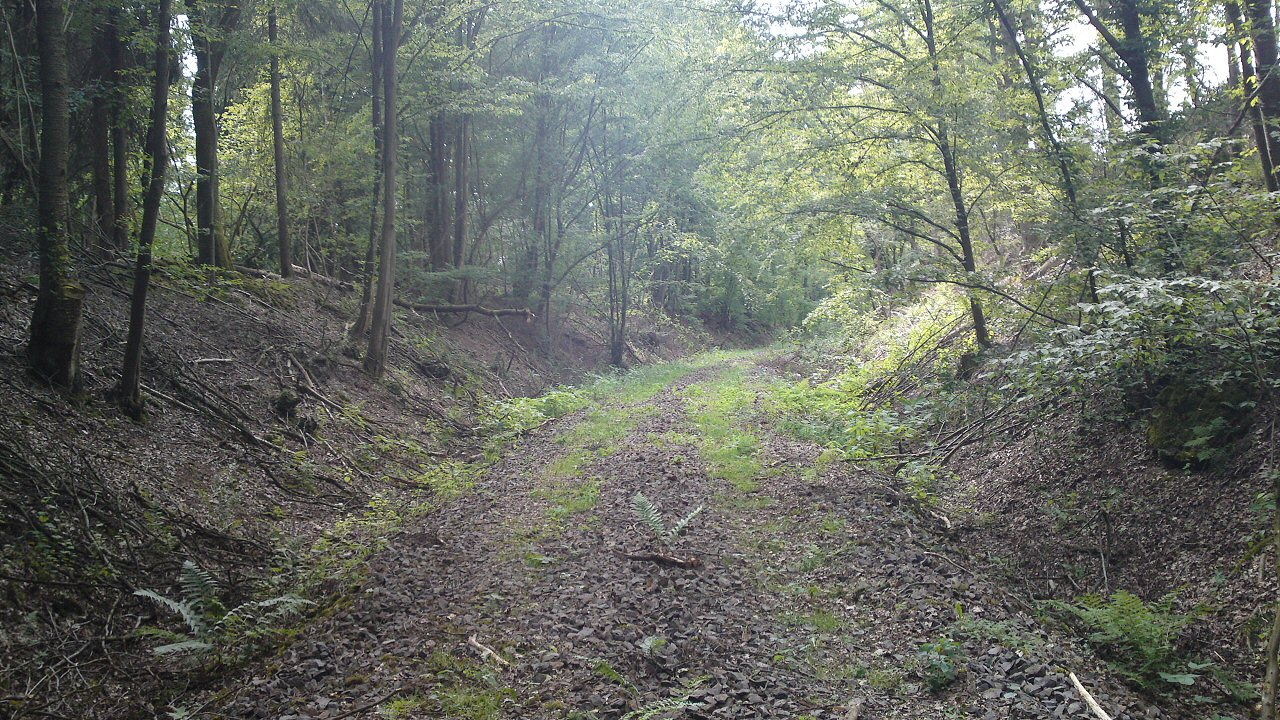
Voll erhaltenes Schotterbett hinter Hommerich

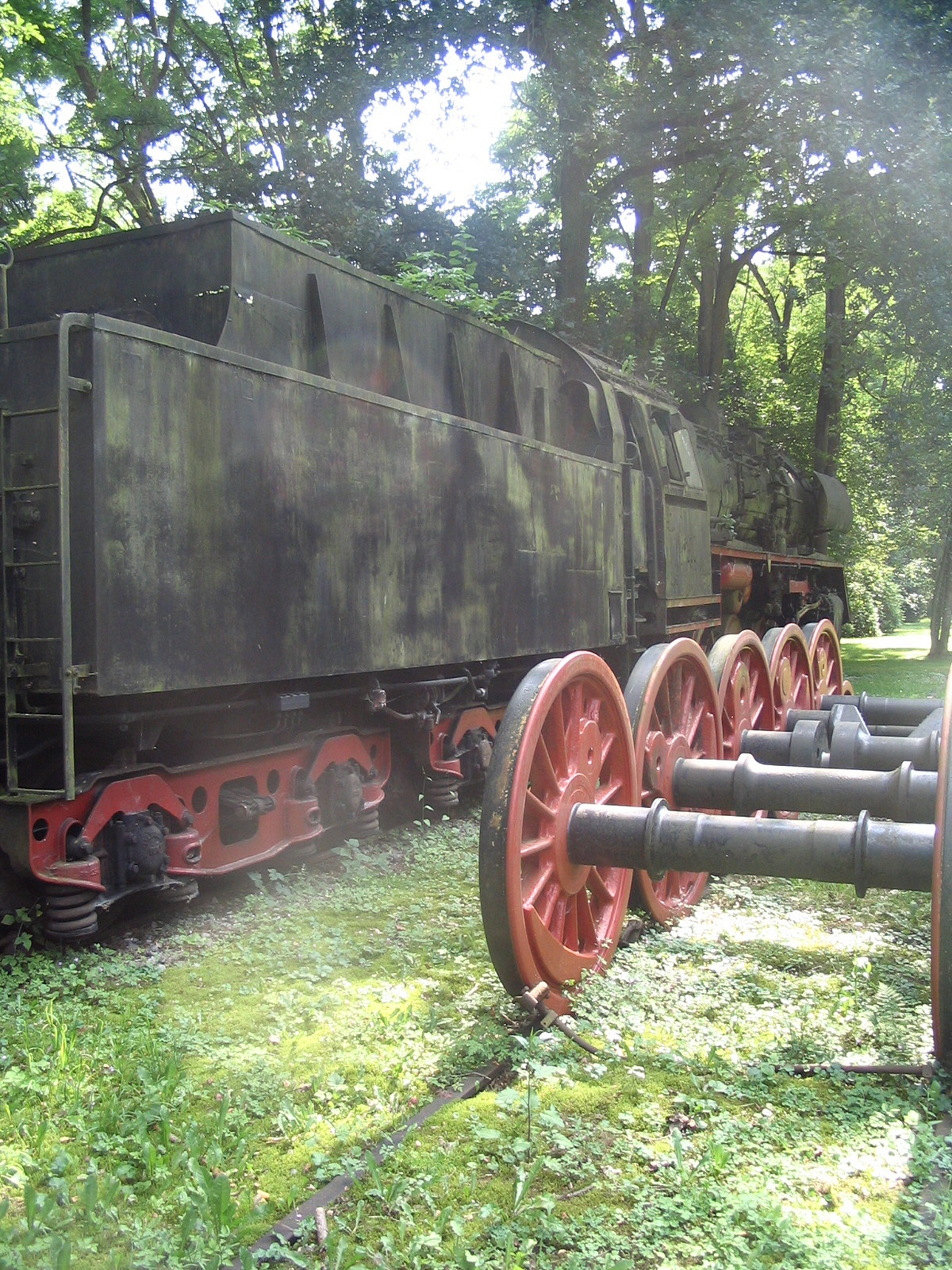
Baureihe 50 3680 im Bahnhof Linde

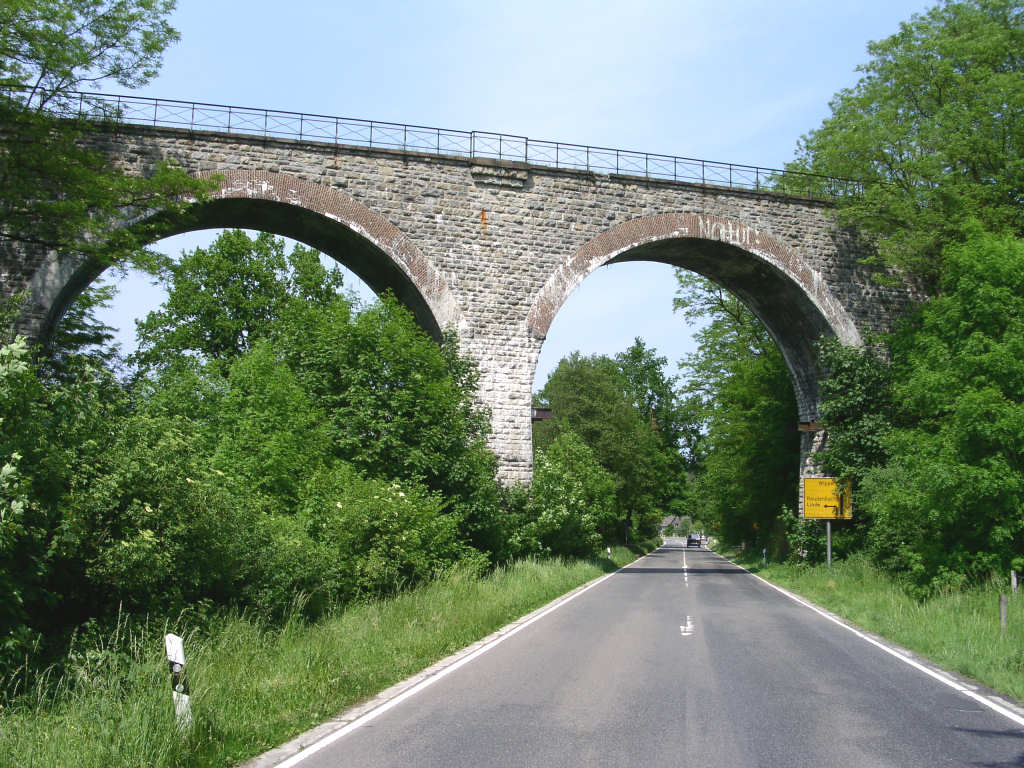
Eisenbahnviadukt der Sülztalbahn bei Linde-Bruch bei vor der Sanierung

Zwischen Obersteeg und Kilometer 35 folgt ein seit dem Abbau der Schienen kaum veränderter Bereich. An einigen Stellen ist das Schotterbett noch vollständig erhalten und wirkt, als seien die Gleise erst vor einigen Jahren demontiert worden. Auch hier sind noch eine Vielzahl von Fundamenten und Kilometersteinen erhalten. Kurz vor der Talbrücke in Bilstein befindet sich zudem noch eine gut erhaltene Brücke über den Trasseneinschnitt. Die direkt darauf folgende Talbrücke existiert hingegen nur noch teilweise. Während der südliche Brückenbogen erhalten ist, sind der nördliche Brückenbogen sowie der stählerne Mittelteil vor einigen Jahren entfernt worden.
Im weiteren Verlauf ist die Trasse zwischen den Kilometern 35 und 36 im Wald gut erkennbar, aber teilweise stark verwildert. In diesen mittlerweile schwer zugänglichen Bereichen finden sich ebenfalls noch Kilometersteine und Fundamente. Nach Kilometer 36 ist die Trasse allerdings zugunsten eines Golfplatzes abgetragen worden und beginnt erst wieder nach dem ehemaligen Haltepunkt Georghausen, welcher heute nicht mehr zu erkennen ist.
Das Empfangsgebäude am darauf folgenden Bahnhof Hommerich ist erhalten und wird privat genutzt. Gleisfeld und Nebengebäude sind allerdings zugunsten industrieller Anlagen entfernt und überbaut worden. Im weiteren Verlauf führt die Trasse aber wieder gut erkennbar bis zu einer erhaltenen Brücke über die Sülz. Ab hier verläuft der Bahndamm bis Linde parallel zur Sülztalstraße.
Bis zum Ausbau als Radweg 2012 war das Schotterbett auch hier in einem nahezu unveränderten Zustand. Seitdem ist die Trasse ab diesem Abschnitt in Richtung Linde asphaltiert. Da sich der Bereich um den Bahnhof Linde heute in Privatbesitz befindet, ist das ehemalige Gleisfeld hier eingezäunt. Aus diesem Grund wurde ein größeres Stück des Bahndamms abgetragen, damit der neu entstandene Radweg in leichtem Gefälle auf die Höhe der Sülztalstraße abfällt.
Auf dem Teilstück zwischen dem Bahnhof Linde und dem Viadukt in Linde-Bruch befanden sich bis Anfang 2008 noch Signale sowie einige hundert Meter Schienen. Der ehemalige Besitzer des Bahnhofs, Hermann Haeck, plante vor Jahren eine Museumsbahn im Inselbetrieb, welche aber aus Kosten- und Genehmigungsgründen nicht realisiert wurde. Die Gleise wurden daraufhin ebenfalls demontiert. Ein kleines Reststück liegt noch vor und auf dem Gelände des ehemaligen Bahnhofs Linde, auf dem der Besitzer eine Lokomotive der Baureihe 50 abstellen ließ. Um den Radweg wieder auf Niveau der alten Trasse anzuheben, wurde auch hier ein Teil des Bahndamms abgetragen. Der Viadukt wurde 2011 aufwändig saniert und asphaltiert.
Der Radweg auf der alten Trasse verläuft nach der Viaduktüberquerung konstant steigend bis Lindlar. Die auf diesem Teilstück zahlreich vorhandenen Brücken und Durchlässe sind ebenfalls saniert. Die Trasse endet in Lindlar in Höhe der Lindenallee und ist ab hier nur schwer im Ortsbild auszumachen. Sie verläuft in einem Bogen parallel zu den heutigen Straßen Lindenallee, Auf dem Heidchen und Am Bahndamm. Hier beginnt das ehemalige Bahnhofsgelände, welches nun einem Speditionsunternehmen gehört. Auf der ehemaligen Gleisanlage findet sich nun eine Verladestation, das Bahnhofsgebäude selbst ist jedoch noch gut erhalten und hat seinen ursprünglichen Charme behalten. In Bahnhofsnähe steht heute noch der alte Wasserturm. Dieser befindet sich nach Restaurierungsarbeiten heute in einem besseren Zustand als während seiner Betriebszeit.

## Heutige Planungen und Vorgänge
Im Zielnetz 2015 des Verkehrsverbundes Rhein-Sieg (VRS) war vorgesehen, den heute eingleisigen Abschnitt Köln-Dellbrück–Bergisch Gladbach wieder zweigleisig auszubauen und somit einen 10-Minuten-Takt in der Hauptverkehrszeit zu erreichen. Ebenfalls im Gespräch war eine Verlängerung der S-Bahn-Linie in hintere Stadtteile Bergisch Gladbachs wie Bensberg. Die Planung wurde wegen der Kostenfrage allerdings aufgegeben.
Für den Bahndamm in Bensberg existieren seit Jahren in Bevölkerung und Politik umstrittene Planungen, ihn für die Trasse eines Autobahnzubringers mit Anbindung an die Bundesautobahn 4 zu nutzen. Mittlerweile scheint eine Umsetzung dieser Planung aber eher unwahrscheinlich.
Im Mai 2010 begannen die Arbeiten zum Bau eines asphaltierten Rad- und Wanderweges auf der Trasse im Abschnitt zwischen Hommerich und Lindlar. Der Weg wurde bereits im Jahr 2012 fertig gestellt und am 5. Mai 2013 eröffnet. Für dieses Vorhaben mussten das Viadukt in Linde sowie drei weitere Brücken im weiteren Streckenverlauf grundlegend saniert werden.

## Bildergalerie

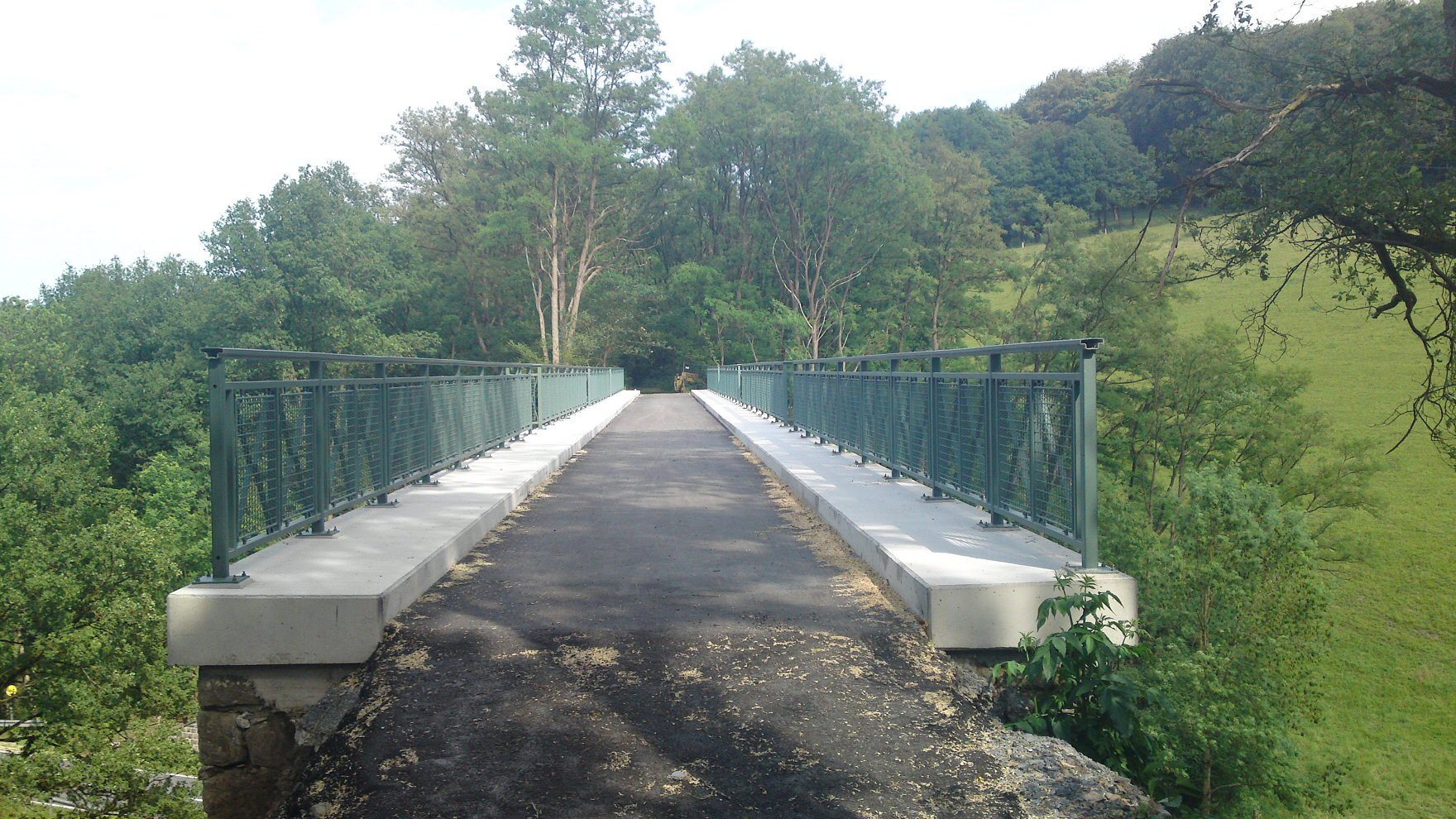
Viadukt bei Linde nach der Sanierung 2011
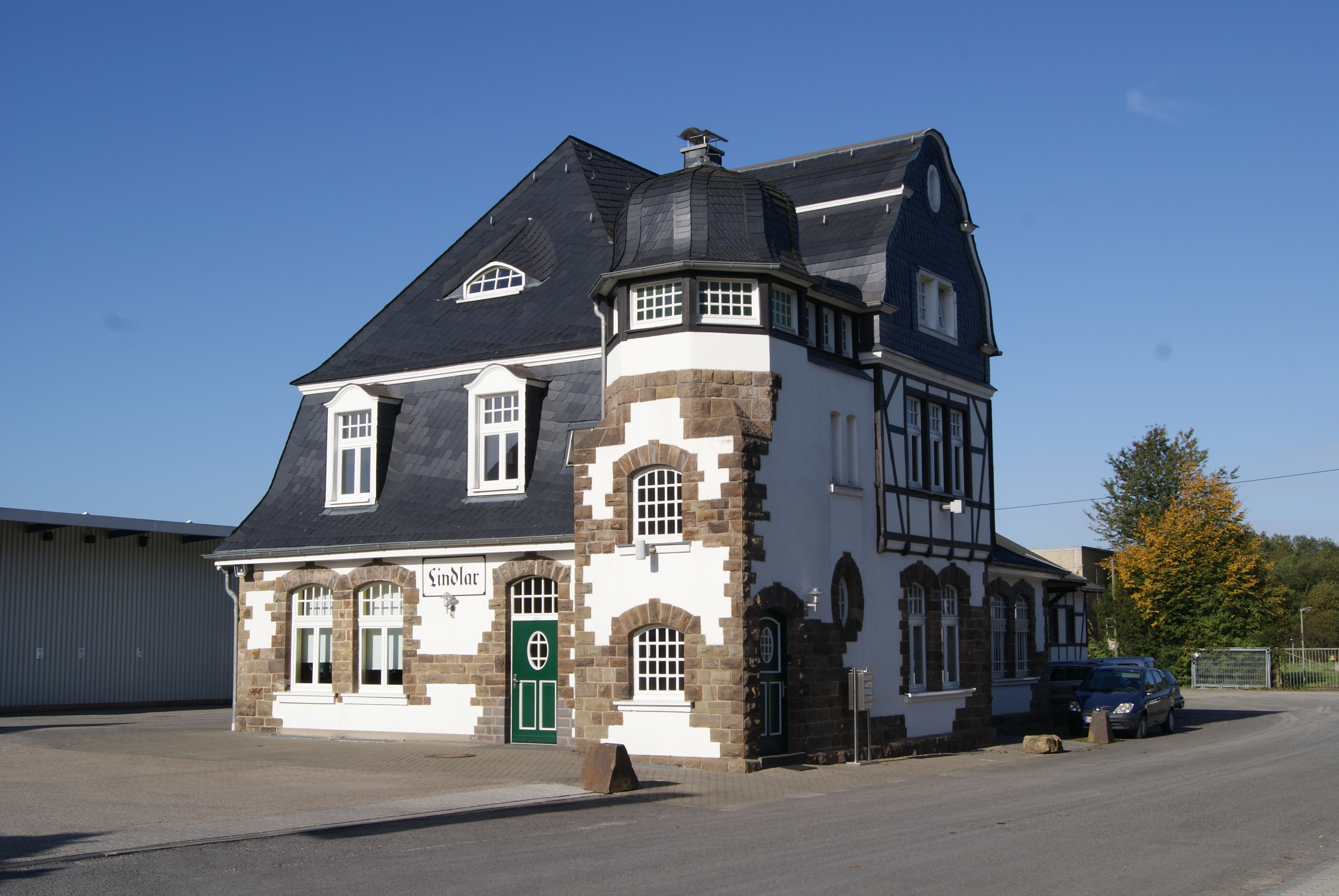
Bahnhof Lindlar 2012
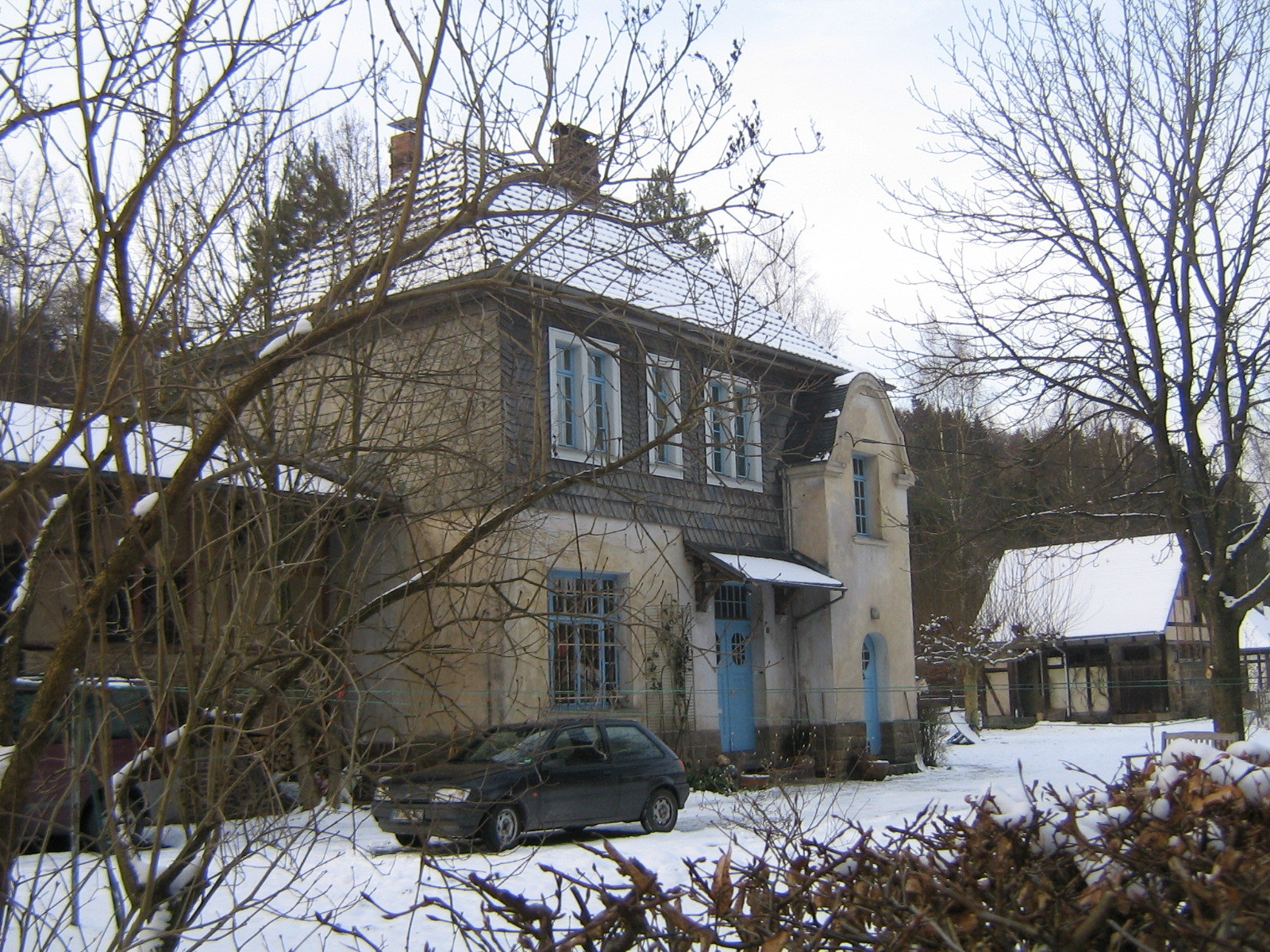
Bahnhof Obersteeg 2010
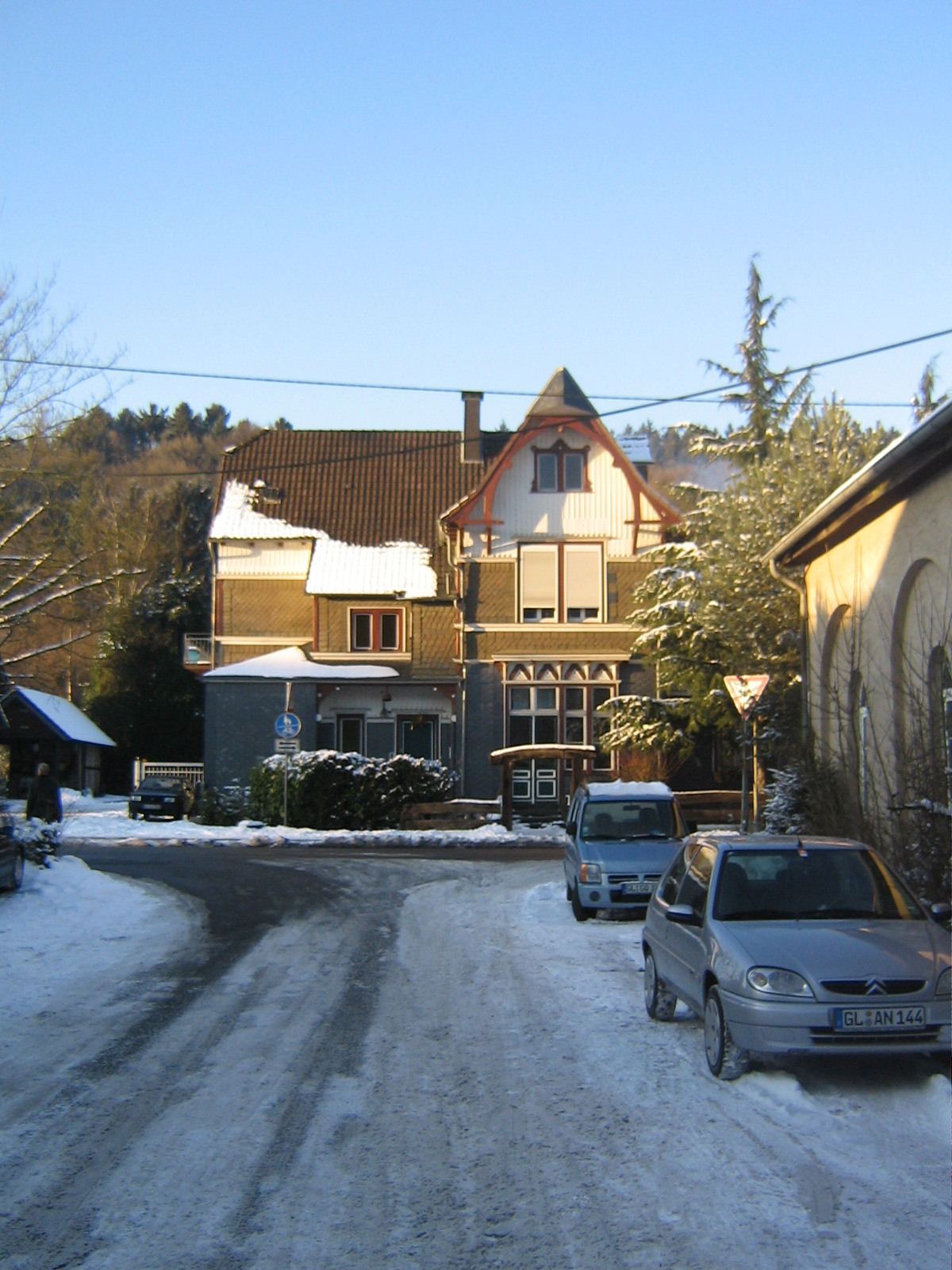
Bahnhof Immekeppel 2009
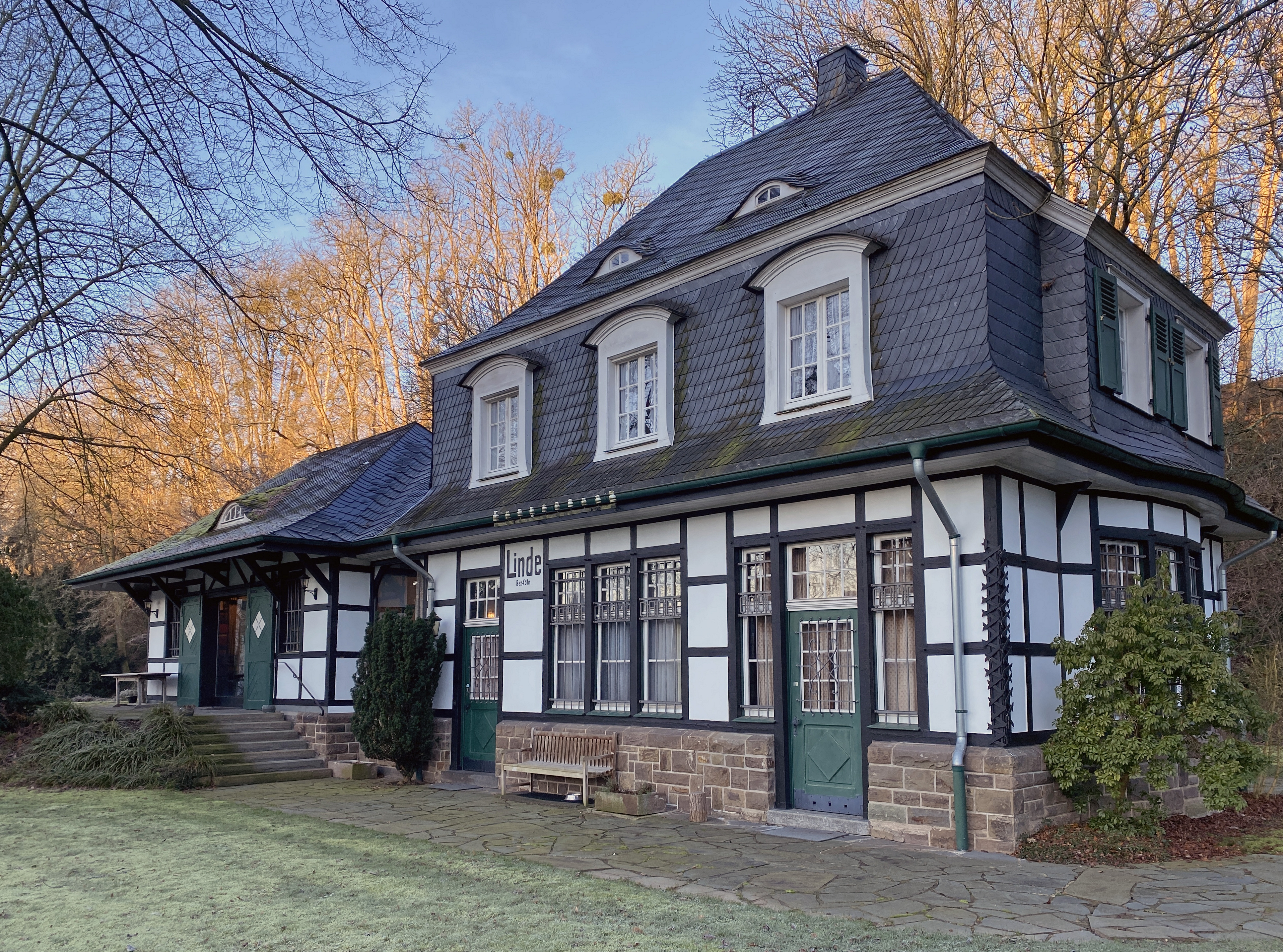
Bahnhof Linde 2024
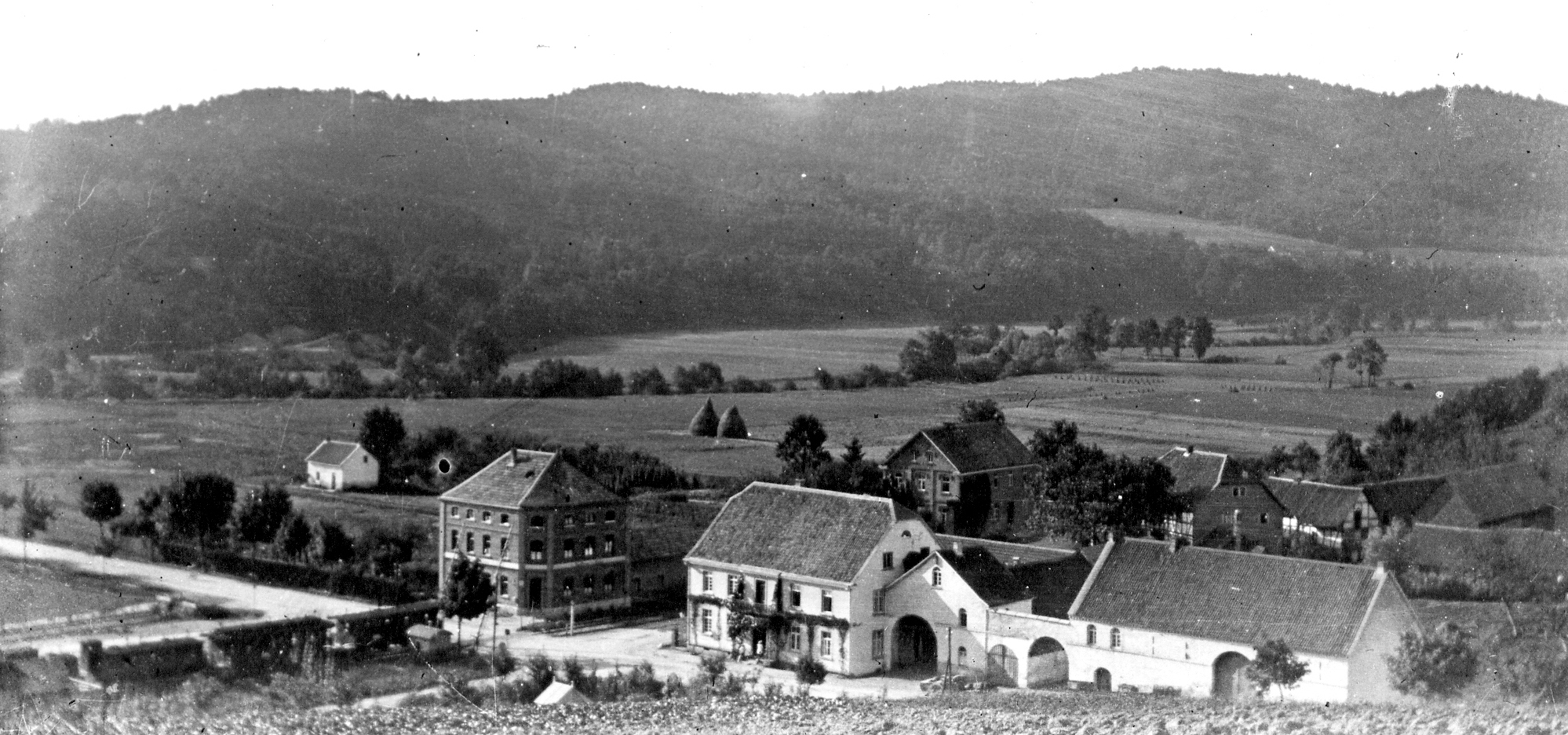
Blick über Untereschbach auf den Lüderich im Jahr 1892, links die Sülztalbahn
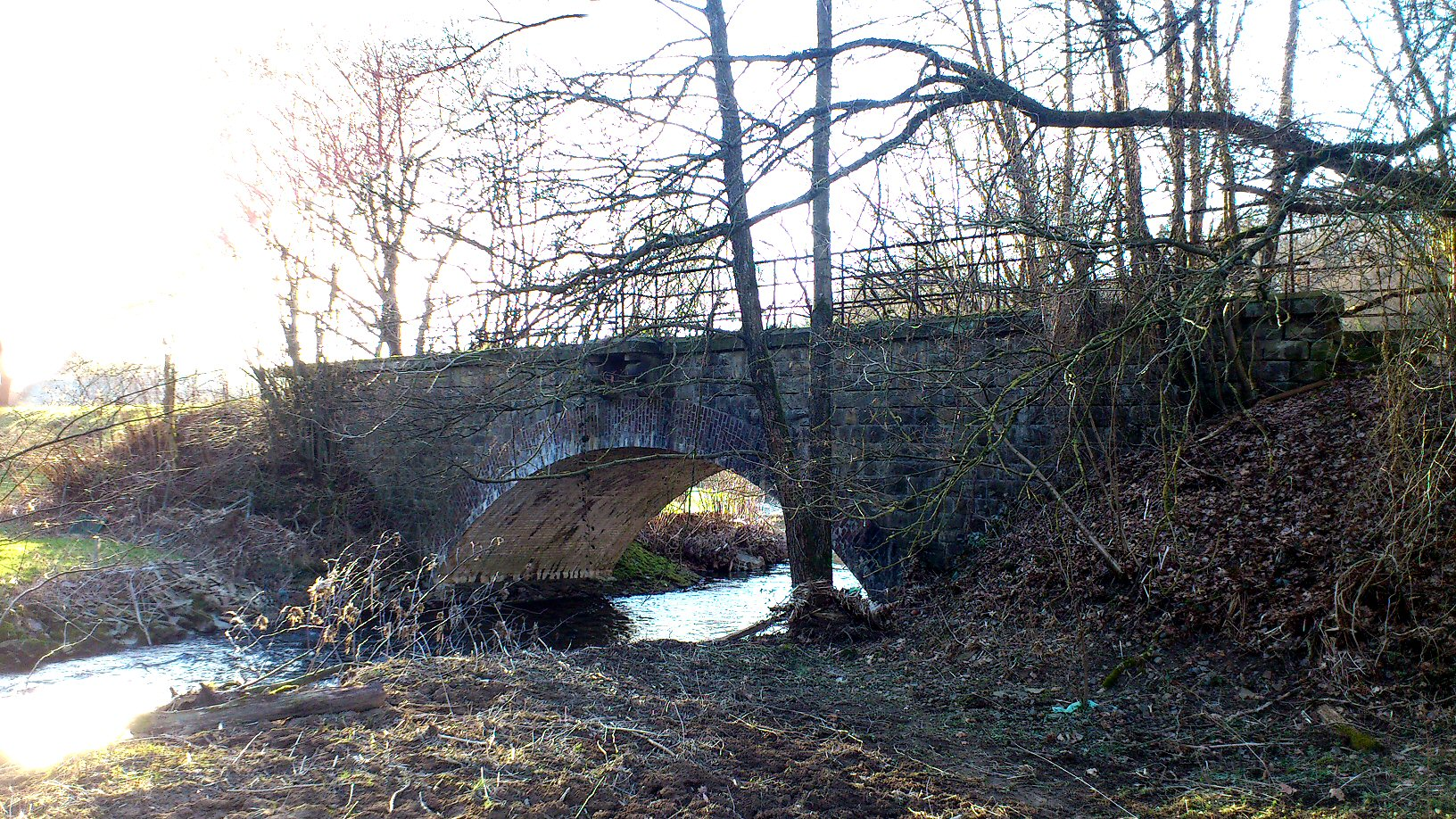
Letzte in Originalzustand erhaltene Sülzbrücke bei Hommerich 2013